# Пале 12
„Пале 12“ е закрита арена в белгийската столица Брюксел, използвана за концерти и представления.
С приблизителен капацитет от 18 000 души арената е сред най-големите съоръжения в цяла Белгия. Намира се в Изложбен парк „Хейзъл“. Построена е през 1989 г., но е реконструирана и открита пак в сегашния си вид през 2013 г.
Арената домакинства значителни събития като големи концерти, конференции, шоута и значими спортни събития.